# Волинська Січ
«Волинська Січ» — 35 сотня Самооборони Майдану, сформована 24 січня 2014 року на основі мешканців Волинської та Рівненської областей, переважно членів ГО «Національний Альянс», під орудою Павла Данильчука.
На час формування до складу «Волинської Січі» входило до п'ятдесяти активістів.
29 січня 2014 року кілька активістів «Волинської Січі» отримали поранення під час сутички між активістами ВО «Свобода» і загону футбольних фанатів «Нарнія» з одного боку та активістами «Спільної справи» з другого в приміщенні Міністерства аграрної політики та продовольства України.
В лютому 2014 року прокуратура Волинської області розпочала кримінальне провадження за фактом створення сотні.
Структура тісно взаємодіє з «Волинською самообороною», яку на рівні областей координує Ігор Гузь, та громадською організацією «Вільні Люди»

## Герої сотні
- Олександр Капінос